# Julio López Venegas
Julio Gabriel López Venegas (Quillota, Chile, 4 de noviembre de 1978-) es un exfutbolista chileno que jugaba de delantero y que militó en diversos clubes de Chile, Indonesia, México y Suiza.

## Trayectoria
Nacido en Quillota, comenzó su carrera como futbolista jugando para los equipos chilenos de Barnechea, San Luis y Magallanes. En 2002, firmó con el Persela Lamongan, para la siguiente temporada marcar 16 goles con el PSIS Semarang, donde coincidió con el argentino Paulo Vergnano.
El año 2003, luego de ser tentado por el entrenador Juan Páez, fichó con el Persib Bandung. En la primera rueda del torneo de Liga Indonesia Premier Division 2004, brilló en la delantera junto a Adrián Colombo, marcando 7 goles; pero en la segunda rueda desapareció de las convocatorias debido a motivos disciplinarios. Esto facilitó su transferencia al fútbol mexicano, donde firmó con el Atlante, siendo cedido al Potros Neza de la Primera División 'A', donde coincidió con sus compatriotas Joel Soto y Francisco Huaiquipán.Luego de un paso por el fútbol suizo defendiendo las camisetas de FC St. Gallen y FC Vaduz, en 2006 regresó a Chile, en donde pasó una prueba para firmar por Universidad de Chile, donde jugo 5 partidos.
Luego de un segundo paso por el PSIS Semarangm firmó para el PSIS Semarang. Pese a ser un nuevo fichaje, el entrenador Raja Isa no dudo en darle la banda de capitán, reemplazando a Syamsul Chaeruddin. En el equipo, no demoró mucho en adaptarse al nuevo ambiente y compañeros, demostrando un alza en su juego en cada partido.
Para la temporada 2009-10 de la Liga 1 de Indonesia, fichó en el Persiba Balikpapan. Se retiró del fútbol en el año 2013, luego de jugar para el Persikabo Bogor, donde coincidió con su compatriota Alejandro Tobar.

## Vida personal
Cuando jugaba en Indonesia, era apodado J-Lo por la hinchada del Persib Bandung, y además lanzó una linea de zapatillas con ese nombre. Señaló que «en Indonesia no podía estar en un mall, todos se se me venían encima. Imagina, éramos el único equipo de una ciudad de 7 millones de personas».

## Clubes
| Club                     | País          | Año       |
| ------------------------ | ------------- | --------- |
| Barnechea                | Chile         | 1998-2000 |
| San Luis                 | Chile         | 2000-2001 |
| Magallanes               | Chile         | 2001      |
| Persela Lamongan         | Indonesia     | 2002      |
| PSIS Semarang            | Indonesia     | 2002-2003 |
| Persib Bandung           | Indonesia     | 2003      |
| Atlante                  | México        | 2004      |
| → Potros Neza (cedido)   | México        | 2004      |
| FC St. Gallen            | Suiza         | 2005      |
| FC Vaduz                 | Liechtenstein | 2005      |
| Universidad de Chile     | Chile         | 2006      |
| PSIS Semarang            | Indonesia     | 2006-2008 |
| PSIS Semarang            | Indonesia     | 2008-2009 |
| Persiba Balikpapan       | Indonesia     | 2009-2010 |
| Persisam Putra Samarinda | Indonesia     | 2010-2011 |
| Persijap Jepara          | Indonesia     | 2011-2012 |
| Persikabo Bogor          | Indonesia     | 2012-2013 |